# Redshirt

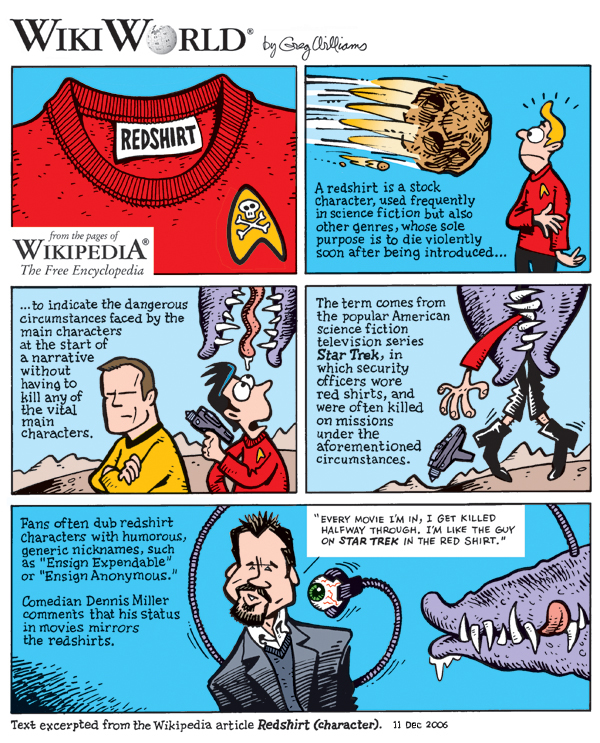
Komiksový výklad pojmu redshirt

Redshirt (česky: červené tričko) je označení pro postavu seriálu Star Trek, která hraje vedlejší roli ve většině epizod a je především určena k rychlému úmrtí za účelem zdramatizování příběhu. Označení redshirt vzniklo podle červených uniforem doprovodných členů posádky v seriálu.
Protože zápletku seriálu zpravidla začínala vražda nebo úmrtí a tvůrci seriálu nechtěli nechávat pokaždé zemřít známého člena posádky, sloužila k tomuto účelu postava, kterou z valné většiny zastával herec Eddie Paskey.
Tato postava, resp. její účel se vyskytoval v seriálech již před Star Trekem, ale právě pracovní označení bylo přijato dle rudého trikotu, který v seriálu oblékala hlavně ochranka a doprovod při výsadku. Redshirt je nadále používán i v dalších seriálech jako Star Trek: Nová generace a další. Jeden ze zatím posledních výskytů je např. ve filmu Star Trek (2009), kde se spolu s Kirkem a Sulu vydává třetí člen, oblečen v červeném trikotu, vypnout důlní zařízení, ale ihned po výsadku umírá.
Narážky na Star Trek skrze červené triko je možné najít i v dalších seriálech jako např. South Park nebo Ztraceni. Zrovna tak umírá jako první Welshie (náhradník Scottyho) v červené uniformě v epizodě Kam se dosud žádný fanoušek nevydal seriálu Futurama.